# Cheppes-la-Prairie
Cheppes-la-Prairie é uma comuna francesa na região administrativa do Grande Leste, no departamento de Marne. Estende-se por uma área de 20.02 km², e possui 167 habitantes, segundo o censo de 2018, com uma densidade de 8.3 hab/km².